# تاريخ العري في الفن
يمتد التطور التاريخي للعري في الفن موازيًا لتاريخ الفن عمومًا، باستثناء الخصائص الصغيرة المستمدة من القبول المختلف للعري في المجتمعات والثقافات المختلفة التي تعاقبت في العالم عبر الزمن. العري نوع فني يتألف من التمثيل في مختلف الأوساط الفنية (الرسم والنحت ومؤخرًا الأفلام والصور الفوتوغرافية) للجسد البشري العاري. يُعتبر أحد التصنيفات الأكاديمية للأعمال الفنية. يعكس العري في الفن عمومًا المعايير الاجتماعية لجماليات وأخلاق العصر الذي أُنجز العمل فيه. تتسامح العديد من الحضارات مع العري في الفن إلى حد أكبر من العري في الواقع، وثمة معايير مختلفة لما هو مقبول: فمثلًا، حتى في المتاحف التي تُعرض فيها لوحات عارية، لا يكون عري الزوار مقبولًا عمومًا. باعتباره نوعًا فنيًا، يُعد العري موضوعًا من المعقد التطرق إليه بسبب متغيراته العديدة، الرسمية والجمالية والأيقونية، ويعتبره بعض مؤرخي الفن الموضوع الأهم في تاريخ الفن الغربي.

ورغم أن العري يرتبط عادة بالشبقية، قد يحمل تفسيرات ومعان مختلفة، من الميثولوجيا إلى الدين، بما في ذلك الدراسة التشريحية، أو باعتباره تمثيلًا للجمال والمثل الجمالية للكمال، كما في اليونان القديمة. اختلف تمثيله وفق القيم الاجتماعية والثقافية لكل عصر وكل شعب، وكما كان الجسد مصدر فخر في نظر اليونانيين، كان في نظر اليهود –وبالتالي المسيحيين- مصدر عار، كان حالة العبيد والبؤساء.
كانت دراسة الجسد البشري وتمثيله الفني أمرًا ثابتًا على امتداد تاريخ الفن، من العصور ما قبل التاريخية (فينوس ولندورف) إلى يومنا الحاضر. كانت الحضارة اليونانية القديمة إحدى الحضارات التي انتشر فيها التمثيل الفني للعري أكثر من غيرها، وكان يُعتبر مثالًا للكمال والجمال المطلق، وهو مفهوم استمر في الفن الكلاسيكي حتى اليوم، ويهيئ إلى حد بعيد فهم المجتمع الغربي للعري والفن عمومًا. في القرون الوسطى، كان تمثيله مقصورًا على الموضوعات الدينية، ومبنيًا دائمًا على مقاطع إنجيلية تبرره. في عصر النهضة، كانت الثقافة الإنسانية الجديدة، ذات الشعار الأقرب إلى مركزية الإنسان، سببًا في عودة العري إلى الفن، على أساس موضوعات ميثولوجية أو تاريخية، في حين ظلت الموضوعات الدينية. كان في القرن التاسع عشر، ولا سيما مع ظهور الانطباعية، أن بدأ العري يفقد طابعه الأيقوني ويُمثل لمجرد ميزاته الجمالية وصار صورة حسّية وذاتية الإحالة بالكامل. في الآونة الأخيرة، ركزت الدراسات على العري باعتباره نوعًا فنيًا على التحليلات المتعلقة بعلم العلامات، ولا سيما على العلاقة بين العمل والرائي، بالإضافة إلى دراسة العلاقات الجندرية. نقدت النسوية العري باعتباره استخدامًا تشييئيًا للجسد الأنثوي وعلامة على الهيمنة الذكورية في المجتمع الغربي. طور فنانون مثل لوسيان فرويد وجيني سافيل نمطًا غير مثالي من العري للقضاء على المفهوم التقليدي للعري والسعي خلف جوهره فيما يتجاوز مفاهيم الجمال والجندر.

## عصور ما قبل التاريخ

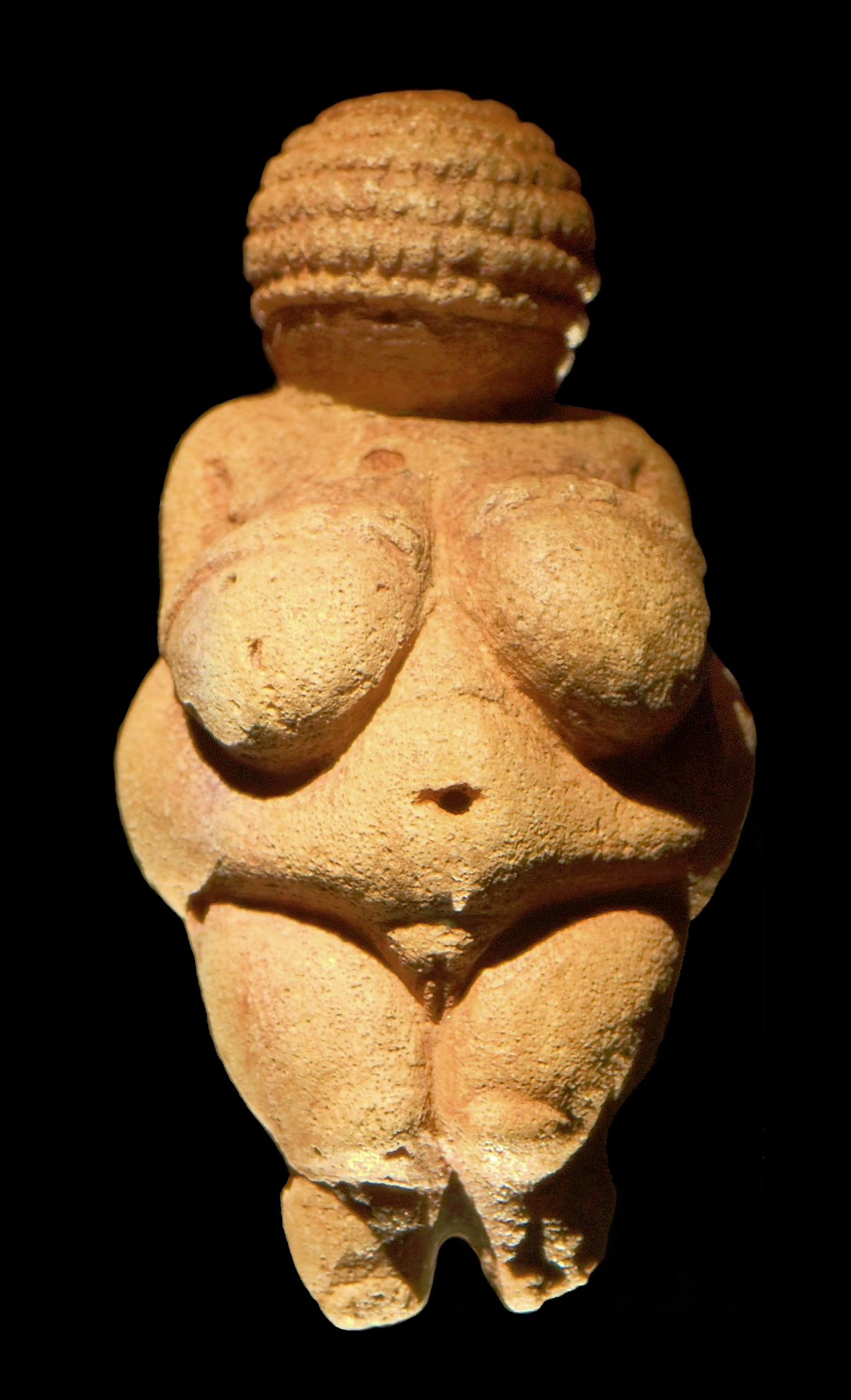

الفن ما قبل التاريخي هو الفن الذي تطور من العصر الحجري (العصر الحجري القديم العلوي والعصر الحجري المتوسط والعصر الحجري الحديث) إلى العصر المعدني، وهي فترات ظهرت فيها أولى المظاهر التي يمكن اعتبارها فنية على أيدي البشر. في العصر الحجري القديم الأعلى (25.000- 8000 ق.م)، كان البشر يصطادون ويعيشون في الكهوف، وأنتجوا ما يُعرف برسومات الكهوف. بعد فترة انتقالية (العصر الحجري المتوسط، 8000- 6000 ق.م)، في العصر الحجري الحديث (6000- 3000 ق.م) صار الإنسان مستقرًا وكرس نفسه للزراعة، رفقة مجتمعات متزايدة التعقيد حيث اكتسب الدين أهمية وبدأ إنتاج المشغولات اليدوية. أخيرًا، في ما يسمى بالعصر المعدني (3000- 1000 ق.م)، ظهرت أولى الحضارات قبل التاريخية.
في الفن ما قبل التاريخي، كان العري مرتبطًا ارتباطًا وثيقًا بعبادة الخصوبة، مثلما يمكن رؤيته في تمثيل الجسد الأنثوي -«فينوس»- في هيئات بدينة إلى حد ما عمومًا، مع أثداء سخية وأوراك منتفخة.
يرجع معظمها إلى الفترة الأورينياسية، وهي منحوتة عمومًا من الحجر الجيري أو العاج أو الحجر الأملس. تبرز تماثيل فينوس من ويلندورف ولسبوغ ومينتون ولاوسيل، إلخ. على المستوى الذكوري، فقد كان تمثيل فالوس –المنتصب عمومًا- في شكل منفرد أو في جسد كامل، دلالة على الخصوبة أيضًا، كما في عملاق كيرن أباس (دورسيت، إنجلترا). في رسومات الكهف –ولا سيما تلك التي طورت في مناطق جبال كانتابريا الفرنسية والمشرق- تشيع مشاهد الصيد، أو مشاهد الطقوس والرقصات، حيث اختُزل الشكل البشري إلى معالم تخطيطية، ومُثل أحيانًا بطريقة تبرز الأعضاء الجنسية –الأثداء لدى النساء والفالوس لدى الرجال- وهذا على الأرجح مرتبط بطقوس التزاوج. توجد بعض الأمثلة في كهوف إيل كوغول، وفايورتا، وألبيرا.

## الفن القديم

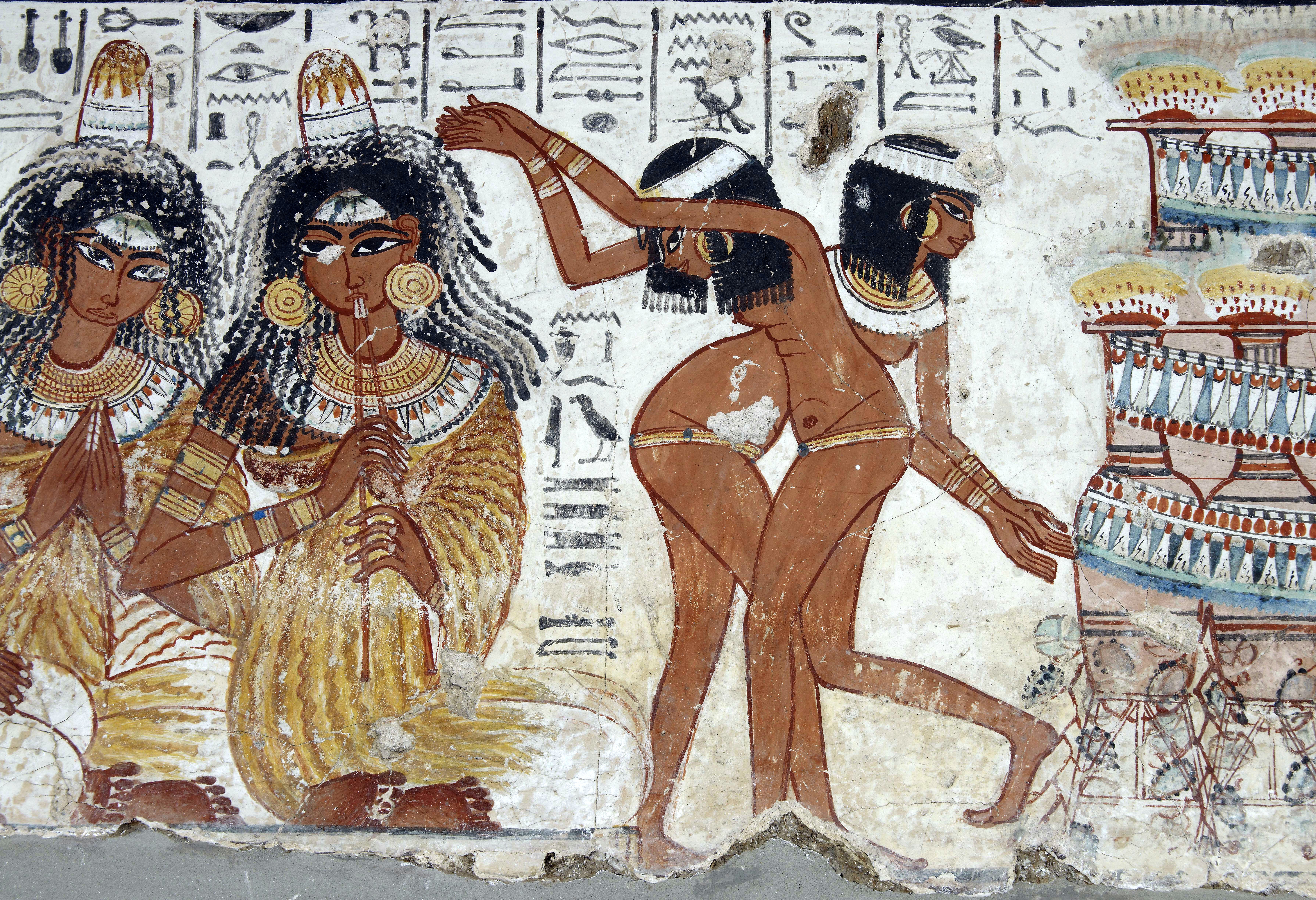
الموسيقيون والراقصات

هذا هو الاسم الذي أُطلق على الإبداعات الفنية في المرحلة الأولى من التاريخ، ولا سيما في الحضارات العظيمة في الشرق الأدنى: مصر وبلاد ما بين النهرين. يشمل أيضًا أول الظهورات الفنية لمعظم شعوب وحضارات كل القارات. كان اختراع الكتابة أحد التطورات العظيمة في هذه الحقبة، وقد نتج بصورة أساسية عن الحاجة إلى الاحتفاظ بسجلات ذات طبيعة اقتصادية وتجارية.
في الديانات الأولى، من السومريين إلى المصريين، ارتبطت عبادة الأم الأرض القديمة بآلهة تجسيمية جديدة، والتي ربطت الشكل الأنثوي بالطبيعة، بقدر ما كان كلاهما مولدًا للحياة. بالتالي، مثل الإلهين المصريين التوءمين جب ونوت الأرض والسماء، اللتين وُلدت العناصر من اتحادهما. في حالات أخرى، ترتبط الآلهة بعناصر كونية، مثل ربط الإلهة عشتار بكوكب الزهرة، والتي تمثل عمومًا عارية ومجنحة، وعلى رأسها هلال. عادة ما تكون التمثيلات الأخرى للإلهة الأم شخصيات ترتدي ملابس بصورة أو بأخرى، لكن رفقة ثديين عاريين، مثل الربة الأفعى المينوسية الشهيرة (متحف هيراكليون الآثاري)، وهي تميثيل مينوسي من نحو 1550 ق.م. كانت هذه التمثيلات نقطة بداية صناعة أيقونات الإلهات اليونانيات والرومانيات مثل آرتميس وديانا وديميتر وسيرس.
في مصر، كان العري يرى طبيعيًا، ويكثر في تمثيلات مشاهد البلاط، ولا سيما في الرقصات ومشاهد الولائم والاحتفالات. لكنه حاضر كذلك في الموضوعات الدينية، ويظهر الكثير من آلهتهم عاريًا أو نصف عارٍ في التماثيل والرسومات الحائطية. يظهر أيضًا في تمثيلات الإنسان نفسه، سواء أكان الفرعون أم عبدًا، أم موظفًا عسكريًا أم مدنيًا، مثل تمثال الكاتب الجالس الشهير في متحف اللوفر. بسبب المناخ بلا شك، اعتاد المصريون ارتداء القليل من الملابس، إزارًا وتنورة للرجال، وأثواب كتانية شفافة للنساء. وينعكس هذا في الفن، من المشاهد التي تظهر مهرجانات البلاط ومراسمه إلى المشاهد الأكثر شعبية، والتي تظهر العمل اليومي للفلاحين والحرفيين والرعاة والصيادين وغيرها من المهن.

## مقالات ذات صلة
- الفن في مصر القديمة